# Los Angeles Memorial Sports Arena
Los Angeles Memorial Sports Arena – arena sportowa w Los Angeles w Stanach Zjednoczonych, położona obok Los Angeles Memorial Coliseum. Została oficjalnie otwarta 4 lipca 1959 roku przez ówczesnego Wiceprezydenta Richarda M. Nixona. Hala została zburzona w 2016 roku i zastąpiona przez Banc of California Stadium, który został otwarty w 2018 roku.

## Historia
Pierwsze wydarzenie sportowe, walka między Jose Becerrą i Alphonse'em Halimim, odbyło się cztery dni po otwarciu, 8 lipca 1959 roku. Los Angeles Memorial Sports Arena stała się siostrzaną areną Los Angeles Memorial Coliseum i domowym boiskiem drużyn: Los Angeles Lakers (NBA) w latach 1960–1967, Los Angeles Clippers (NBA) w latach 1984–1999, Los Angeles Kings (NHL) w 1967 roku w ich inauguracyjnym sezonie w NBA, USC Trojans (NCAA) w latach 1959–2006, UCLA Bruins (NCAA) w latach 1959-1964, Los Angeles Cobras (AFL) w roku 1988 i Los Angeles Stars (ABA) w latach 1968–1970.
Odkąd drużyny Clippers i Trojans przestały korzystać z areny, stała się ona mniej rozpoznawalna. Mimo to w hali wciąż odbywają się mistrzostwa drużyn licealnych w koszykówce, a także okazjonalnie koncerty i inne wydarzenia, jednak na znacznie mniejszą skalę ze względu na popularność innych obiektów, w tym Staples Center oraz Galen Center.
W Los Angeles Memorial Sports Arena odbyły się do tej pory m.in.: konwencja Partii Demokratycznej w 1960 roku, finały NCAA w latach 1968, 1972 i 1992, NBA All-Star Game w 1963 roku oraz konkurencje związane z boksem podczas Letnich Igrzysk Olimpijskich 1984. Poza tym w hali miały miejsce: finał WrestleManii 2 w 1986 roku, WrestleMania VII w 1991 roku oraz inne wydarzenia organizowane przez WWE. Wśród artystów, którzy koncertowali w arenie, są m.in.: Pink Floyd, Michael Jackson i Bruce Springsteen.
Arena została zburzona, aby zastąpić ją bardziej pożądanym obiektem – stadionem piłkarskim, na którym mieściłby się zespół MLS. 18 maja 2015 Los Angeles Football Club ogłosił zamiar wybudowania na tym terenie za 250 milionów dolarów prywatnie finansowanego stadionu piłkarskiego na 22 000 miejsc. Po ostatnim koncercie Bruce’a Springsteena, hala została zamknięta. Rozbiórka rozpoczęła się we wrześniu 2016 roku pod budowę nowego stadionu. 